# Lemonias albofasciata
Lemonias albofasciata is een vlindersoort uit de familie van de prachtvlinders (Riodinidae), onderfamilie Riodininae.
Lemonias albofasciata werd in 1903 beschreven door Godman.